# Trichestra chlorochroa
Trichestra chlorochroa là một loài bướm đêm trong họ Noctuidae.